# Pruska (Białoruś)
Pruska (biał. Пруска, Pruska; ros. Пруско, Prusko) – wieś na Białorusi, w obwodzie brzeskim, w rejonie żabineckim, w sielsowiecie Żabinka.
W czasach carskich i w II Rzeczypospolitej do 1928 istniała gmina Pruska. W dwudziestoleciu międzywojennym wieś leżała w Polsce, w województwie poleskim, w powiecie kobryńskim.